# Emílio Sumbelelo
Emílio Sumbelelo (* 5. März 1964 in Cubal) ist ein angolanischer Geistlicher und römisch-katholischer Bischof von Viana.

## Leben
Emílio Sumbelelo empfing am 4. August 1991 die Priesterweihe.
Papst Benedikt XVI. ernannte ihn am 1. Dezember 2006 zum Koadjutorbischof von Uije. Die Bischofsweihe spendete ihm der Bischof von Benguela, Oscar Lino Lopes Fernandes Braga, am 25. Februar des nächsten Jahres; Mitkonsekratoren waren Erzbischof Giovanni Angelo Becciu, Apostolischer Nuntius in Angola und auf São Tomé und Príncipe, und José Francisco Moreira dos Santos OFMCap, Bischof von Uije.
Mit der Emeritierung José Francisco Moreira dos Santos’ OFMCap folgte er diesem am 2. Februar 2008 im Amt des Bischofs von Uije nach.
Papst Franziskus ernannte ihn am 11. Februar 2019 zum Bischof von Viana. Die Amtseinführung erfolgte am 28. April desselben Jahres.